# Ha-Chaverim Shel Yana
Ha-Chaverim Shel Yana (internationale titel: Yana's Friends) is een Israëlische film uit 1999 onder regie van Arik Kaplun. De film ging in première op 5 juli op het Internationaal filmfestival van Karlsbad waar hij de Kristallen Bol won.

## Verhaal
Het verhaal speelt zich af in Israël tijdens de Golfoorlog en volgt verschillende immigranten in Tel Aviv. De jonge Russische Yana is haar man in 1991 gevolgd naar Israël maar al snel verlaat hij haar en laat haar zwanger en zonder geld achter. Ze ontmoet de voyeuristische Eli, een Israëliër die fotograaf is tijdens bruiloften maar ook via zijn videocamera privémomenten uit andermans levens vastlegt. Tijdens bombardementen op Tel Aviv, leren ze elkaar in de schuilkelders beter kennen.

## Rolverdeling
| Acteur          | Personage       |
| --------------- | --------------- |
| Evelyn Kaplun   | Yana            |
| Nir Levy        | Eli             |
| Shmil Ben Ari   | Yuri Kalantarov |
| Mosko Alkalai   | Yitzhak         |
| Dalia Friedland | Rosa            |

## Productie
De film won meerdere prijzen waaronder drie prijzen op het filmfestival van Karlsbad en 8 Ophir Awards. De film kreeg ook heel positieve kritieken van de critici met een 100% score op Rotten Tomatoes.

## Prijzen en nominaties
De belangrijkste:
| jaar | prijs                                    | categorie                                  | genomineerde(n)             | uitslag  |
| ---- | ---------------------------------------- | ------------------------------------------ | --------------------------- | -------- |
| 1999 | Ophir Award                              | Beste film                                 | Beste film                  | Gewonnen |
| 1999 | Ophir Award                              | Beste acteur                               | Nir Levy                    | Gewonnen |
| 1999 | Ophir Award                              | Beste mannelijke bijrol                    | Mosko Alkalai               | Gewonnen |
| 1999 | Ophir Award                              | Beste vrouwelijke bijrol                   | Dalia Friedland             | Gewonnen |
| 1999 | Ophir Award                              | Beste regie                                | Arik Kaplun                 | Gewonnen |
| 1999 | Ophir Award                              | Beste scenario                             | Arik Kaplun, Semyon Vinokur | Gewonnen |
| 1999 | Ophir Award                              | Beste cinematografie                       | Valentin Belonogov          | Gewonnen |
| 1999 | Ophir Award                              | Beste montage                              | genomineerden               | Gewonnen |
| 1999 | Internationaal filmfestival van Karlsbad | Kristallen Bol                             | Arik Kaplun                 | Gewonnen |
| 1999 | Internationaal filmfestival van Karlsbad | Beste actrice                              | Evelyn Kaplun               | Gewonnen |
| 1999 | Internationaal filmfestival van Karlsbad | Award of Ecumenical Jury - Special Mention | Arik Kaplun                 | Gewonnen |